# Creu de terme de Conill (Pujalt)
La Creu de terme de Conill és una creu de terme del poble de Conill, al municipi de Pujalt (Anoia) situada a peu del camí a Sant Martí Sesgueioles.
És una creu de terme gòtica, del segle XVI, construïda en pedra, que es troba mutilada, havent perdut la part de la creu. Conserva el fust de secció hexagonal i base quadrangular, on hi ha un escut en relleu amb un conill i unes tisores. A sobre hi ha un capitell octogonal tallat a cada cara amb figures de sants dins de fornícules. El fust està fixat sobre un bloc de pedra quadrangular.